# Sándor Bertha
Bertha Sándor Felsőőri (Pest, 19 d'agost, 1843 - París (França), 22 de novembre, 1912), va ser un compositor, pianista i escriptor hongarès. Va ser Cavaller de l'Orde de Francesc Josep, Cavaller de l'Orde d'Honor francès i receptor de l'Orde de la Corona de Ferro. Les seves obres musicals inclouen cançons, cançons de palau, himnes, cançons de posada, intros, suites i obres similars més petites.

## Biografia
Bertha Sándor Felsőőri va néixer fill d'un oficial reial i assessor ministerial, i de Mária Baloghy (1806–1845). Tenia dos anys quan va morir la seva mare. Llavors va començar a estudiar música a Pest amb Mihály Mosonyi, i a la tardor de 1861, als divuit anys, va començar a escriure i publicar a Zenészeti Lapok. Un any més tard, el 1862, va estudiar contrapunt amb Moritz Hauptmann a Leipzig, on va rebre una gran influència de l'art de Johann Sebastian Bach. Va ser llavors quan va començar a desenvolupar el seu propi art: volia aconseguir una unitat d'alt nivell d'elements de formes musicals d'Europa occidental dels segles XVII i XVIII i verbunkos hongaresos instrumentals, que es considerava l'única música nacional hongaresa en aquell moment.
A través del seu primer mestre, Mihály Mosonyi, també va representar la tendència de Ferenc Liszt i Richard Wagner, el progrés de la música, i considerava la creació de música nacional com el seu principal objectiu, igual que altres compositors del seu temps.[9] El 1862, es va establir permanentment a París, i un any més tard, el 1863, va anar a Berlín, on va ser estudiant del pianista i director d'orquestra Hans von Bülow. Als vint-i-un anys, el 1864, la seva primera composició es va publicar com a suplement de "Zenészeti Lapok", titulada Palotás, que Mosonyi va acollir amb entusiasme al seu article, segons el qual amb aquesta obra Bertha va demostrar "que la música hongaresa és capaç de desenvolupament artístic en el sentit més elevat".

L'hivern de 1864-1865, va anar a Roma per invitació de Franz Liszt, on va desenvolupar encara més els seus coneixements musicals sota la seva guia, però més tard es va barallar amb ell i es van evitar perquè la fama se li havia pujat al cap i sobreestimava el seu propi talent a causa de l'admiració acrítica del personal de "Zenészeti Lapok", els amplis cercles de familiars i amics, i el suport incansable del seu pare. El 1869, Franz Liszt li va escriure:
| « | "No estic tan satisfet amb la teva marxa de coronació i (...) Palau com m'agradaria. (...) Torna a Hongria, (...) aquest serà el sòl més favorable per al desenvolupament del teu talent." | » |

– Ferenc Liszt

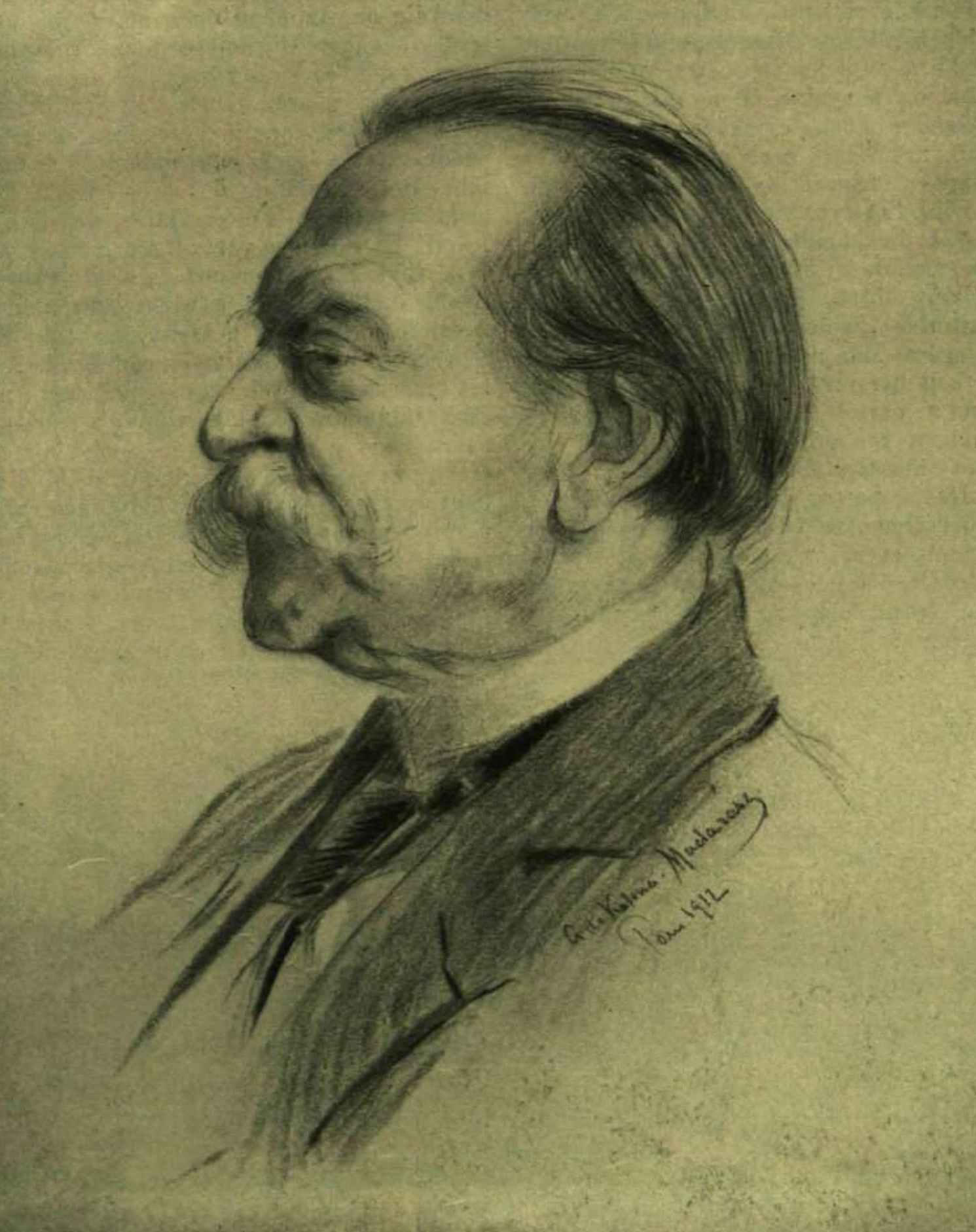
Retrat d'Adeline Madarász, 1912

Aquesta crítica també va contribuir a que Bertha Sándor es desil·lusionés cada cop més amb les tendències de Liszt i Wagner de finals de la dècada de 1860 i abandonés la seva recerca, acusant-se d'haver ajudat la música hongaresa a germanitzar-se. A partir d'aleshores, es va obsessionar amb les seves pròpies idees, considerava que l'estil contrapuntístic era l'únic camí viable per a la música hongaresa i preferia ell mateix interpretar les seves pròpies obres. Així, va ser una de les figures més singulars de la generació de compositors hongaresos després de Ferenc Erkel, promovent la cultura hongaresa. La seva idea era que la cultura musical nacional hongaresa s'havia de reconstruir des de les capes més bàsiques, per la qual cosa va tornar a les formes polifòniques barroques, que va creuar amb elements nacionals (verbunkos, cançó popular) (Magyar palotás, Suite hongroise, Élőjáték és fuga, Six hongroises, Csárdás de fête).

Als vint-i-cinc anys, el 10 de febrer de 1868, va rebre una gran medalla d'or amb la inscripció "Viribvs Vnitis de Francesc Josep I." El 1869, va oferir un concert benèfic en benefici de la Societat d'Ajuda als Escriptors a Hongria, que no va ser ben rebut pel públic i va rebre crítiques negatives. Kornél Ábrányi comenta sobre ell el següent:
| « | "Una persona amb tant talent i una posició social tan favorable com Bertha Sándor es veuria obligada a buscar la seva feina aquí a la pàtria i no a retirar-se a un segon pla dels atractius de l'estranger." | » |

– Kornél Ábrányi
Tot i que li hauria agradat tornar a Hongria 
| « | "De fet, m'agradaria aplicar la gran experiència i alguns coneixements adquirits a l'estranger en benefici del país" | » |

va romandre a París amb la seva dona francesa Delplace Rosier, on dirigia un saló d'art francès i escrivia per a diaris francesos. Va sol·licitar la vacant "Càtedra de Composició Róbert Volkmann" a l'Acadèmia de Música, però no va tenir èxit.
A la seva obra per a piano Suite Hongroise, publicada a París el 1872, l'única cosa positiva que els crítics van poder assenyalar va ser que era possible crear una forma de contrapunt a partir de motius musicals hongaresos.
El 1880, va rebre la Creu de Cavaller de l'Orde Imperial de Francesc Josep en reconeixement a la seva tasca en benefici de les víctimes de les inundacions a Szeged. El 18 de juny de 1883, la seva obra principal, l'òpera Mathias Corvin, es va estrenar a l'Opéra-Comique de París, que posteriorment es va representar al Teatre Nacional el 5 de juny de 1884. La seva acollida no va ser gaire reeixida, i els crítics van trobar que li faltava allò que el compositor més havia buscat: el caràcter hongarès, la forma francesa. Va succeir Mihály Zichy com a president de la Unió Hongaresa de París, i després de l'Exposició de París de 1878, va recomanar el seu amic Mihály Munkácsy per al càrrec i es va retirar de les aparicions públiques. El 22 de setembre de 1886, va escriure la representació inaugural del Teatre de la Ciutat de Bratislava, titulada Inauguració Festiva, que va ser interpretada per l'orquestra de l'Òpera Reial Hongaresa.
El 1893, a París, Marie François Sadi Carnot, el 5è president de França, el va nomenar Cavaller de la Legió d'Honor, i el 30 de setembre, Francesc Josep I li va atorgar l'Orde de la Corona de Ferro, de tercera classe, a Innsbruck, per escriure un llibre en francès sobre els Habsburg per al casament del príncep hereu Rodolf, i en reconeixement dels seus èxits en els camps de l'art i la literatura.
Al final de la seva vida, va tornar al seu punt de partida, la música de ball romàntica estilitzada d'estil saló. Va morir a París el 22 de novembre de 1912, cinc anys després de la mort de la seva dona, i va ser enterrat al cementiri de Batignolles.

## La seva família
Vegeu també|Família Bertha

Estava casat amb la francesa Delplace Rosier, però no van tenir fills.
- Bertha Márton
  - Bertha Márton
    - Bertha János
      - Bertha Fülöp
        - Bertha Mihály
          - Bertha József (Felsőőr, 1762 – Ete (Magyarország), 1802) notari – Kalmár Erzsébet
            - Bertha Sándor (Ete, 1796 – Budapest, 1877) advocada – Baloghy Mária Baloghy (Vinica, 1806 – Pest, 1845)
              - Bertha Heléna (Budapest, 1835 – Bacska, 1869) – de Szendroi Gőcze Bertalan Lajos Ágoston (Boťany, 1832 – ?) Capità de personal, advocat
              - Bertha Anna (Budapest, 1838 – Budapest, 1881) – Lőkösházi Tavaszy Antal (Nagykanizsa, 1825 – Budapest, 1899) advocat
              - Bertha Sándor (Budapest, 1843 – París, 1912) compositor – Delplace Rosier (1826 – Gacé, 1907. 4 de setembre.)

## Les seves principals obres

### Obres musicals
- A király csókja (1870)[19]
- Andante religioso
- Danse Hongroise (Magyar Palotás) (1873)[20]
- Fogoly Balladája (1877)[21][22]
- Suite Hongroise (1872)
- Six Hongroises (1890)
- Csárdás de fête (1890, banda)
- Előjáték és fúga (1885)
- Mathias Corvin (Korvin Mátyás) (1883.06.18. – París, 1884. juny 5. – Budapest)[23]
- Magyar nemzeti hymnus (1871)[24]
- Magyar táncz (1873)[25]
- Nászinduló (1871)[26]

### Els seus escrits
- Adalékok a magyar zene történetéhez (Zenészeti L., 1861)
- La musique hongroise et les tsiganes (1878)
- La musique des Hongrois (1907)
- La Hongrie moderne (Az újkori Magyarország) (1902, Párizs)
- A magyar zene jövője (1880, Ressenya de Budapest)

## Galeria

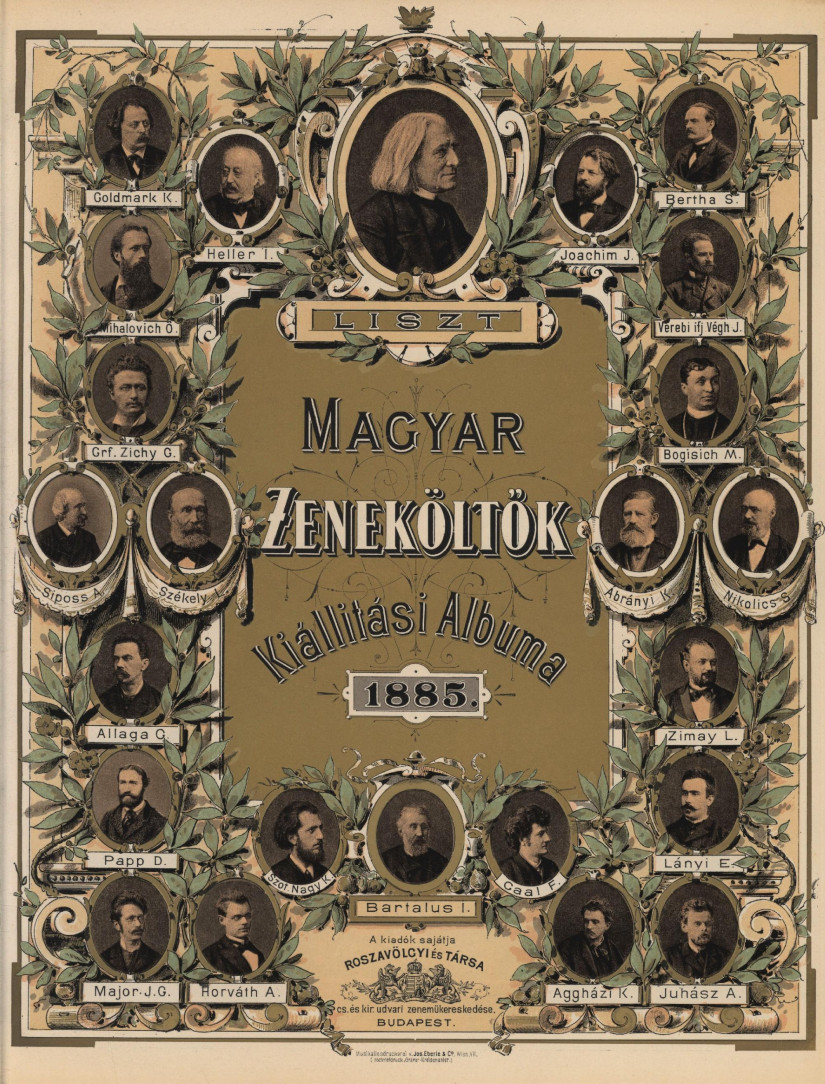
A la portada de l'"Àlbum de l'exposició de músics hongaresos", 1885
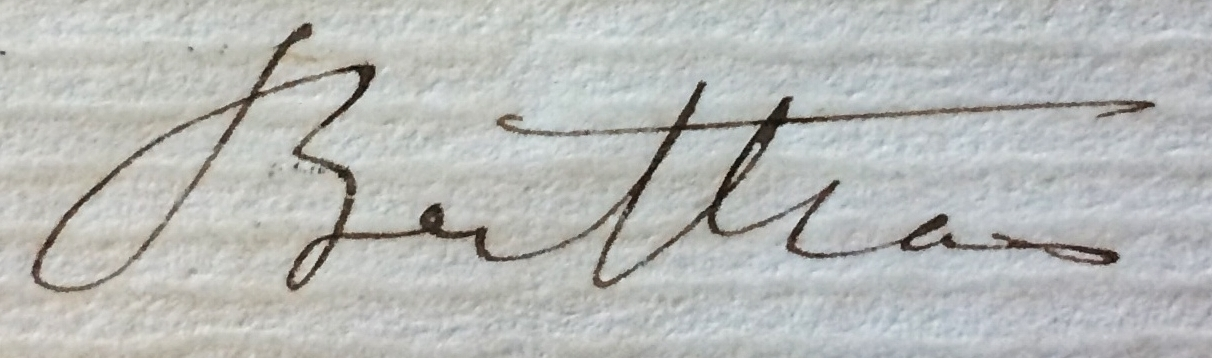
Signatura d'una carta a l'historiador Dr. Endre Veress (1868–1953), 1890, París
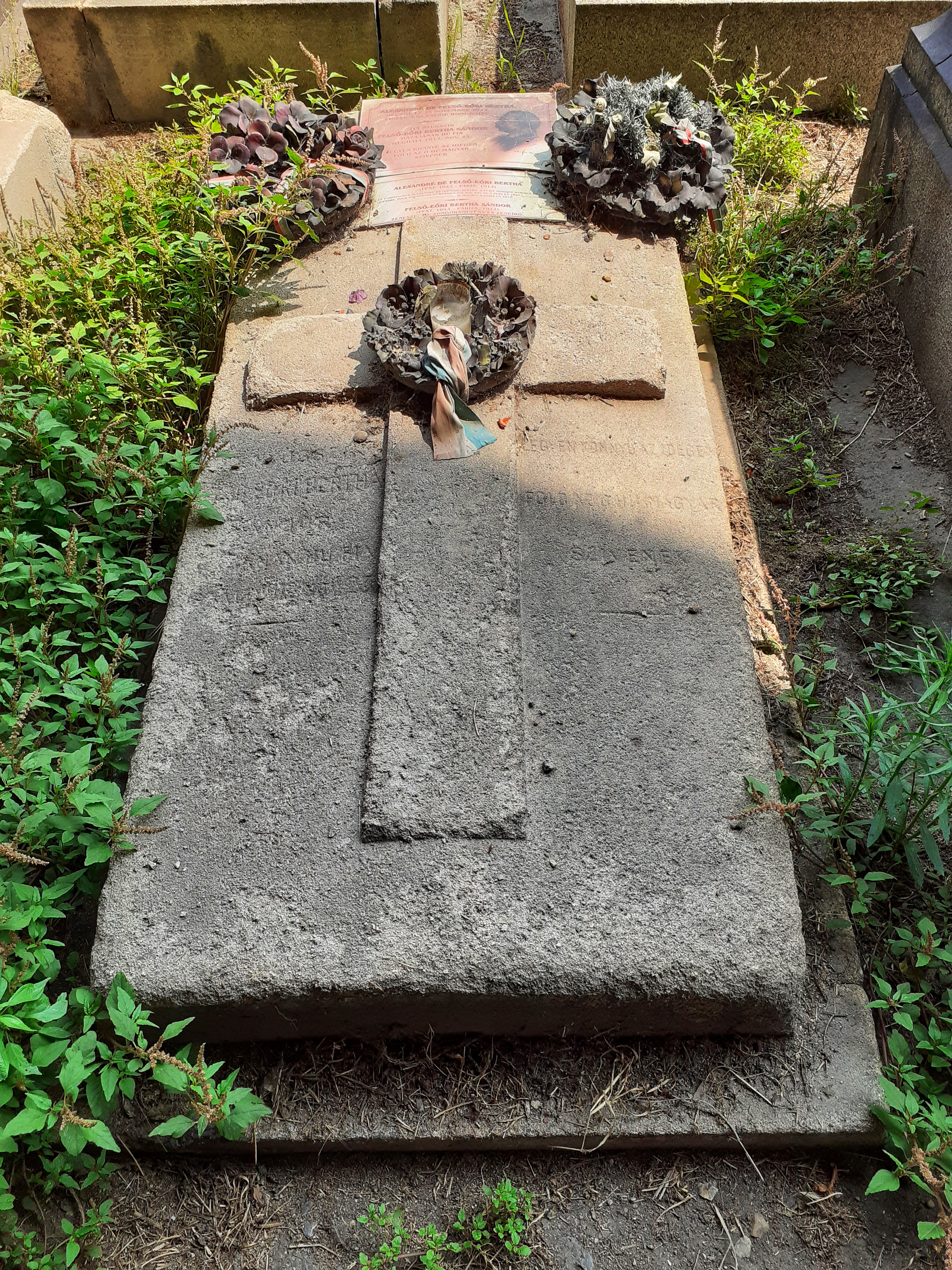
La seva tomba és al Cementiri des Batignolles de París.
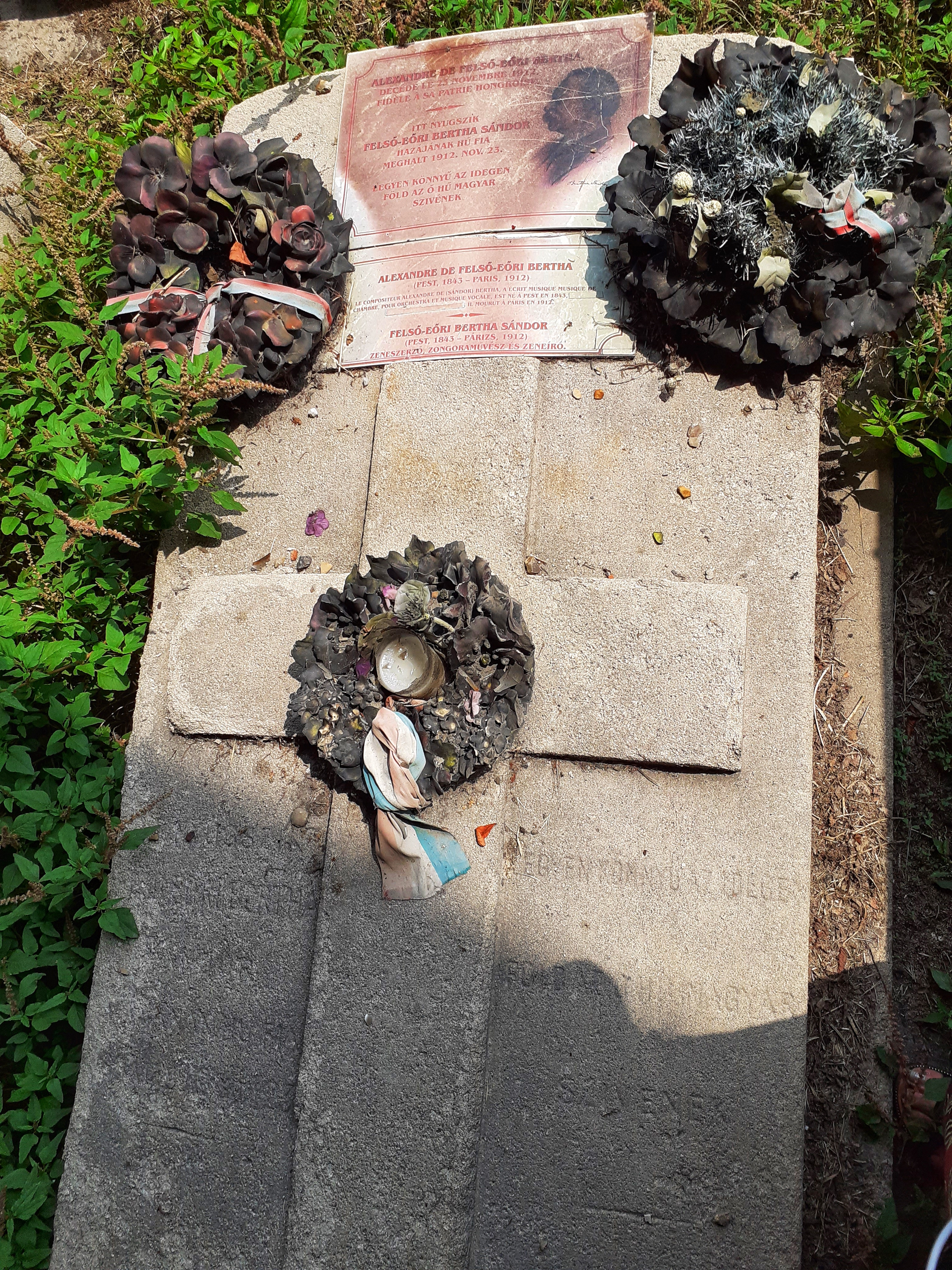
Epitafi